# Tutti Fratelli (toneelgezelschap)
De vzw Tutti Fratelli is een sociaal-artistieke werkplaats in Antwerpen, opgericht in 2007 door Reinhilde Decleir.

## Ontstaansgeschiedenis
In 2003 werd Reinhilde Decleir benaderd door het Antwerps Platform Generatiearmen (APGA) om een voorstelling te maken met een kleine groep generatiearmen. Generatiearmoede is een vorm van armoede die van generatie op generatie wordt doorgegeven, wat het zeer moeilijk maakt om uit de armoede te geraken. Deze samenwerking resulteerde in Men zegge het voort-Noordpijn, een voorstelling gebaseerd op de verhalen van en met de spelers. Het stuk speelde onder andere in een uitverkochte Bourlaschouwburg. Het jaar daarop volgde een tweede stuk: Entre Nous. In het jaar 2005 werd dit sociaal-artistiek project geïntegreerd in het repertoire van Toneelhuis Antwerpen onder het artistiek leiderschap van Josse De Pauw. Nog een jaar later, in 2006, waagde de groep zich voor het eerst aan repertoirestukken met The best of Shakespeare, What a piece of work is man, waarvan de titel een citaat is uit Shakespeares Hamlet. Deze voorstelling werd zowel in de Bourlaschouwburg als in De Roma opgevoerd. In 2007 werd uiteindelijk Tutti Fratelli opgericht door Reinhilde Decleir.

## Allemaal broeders
Aanvankelijk richtte Tutti Fratelli zich er vooral op om generatiearmen maatschappelijke kansen te bieden door middel van sociaal-artistieke projecten. Later verbreedde de doelgroep naar een gevarieerd gezelschap van jong, oud, allochtoon, mensen met fysieke of mentale moeilijkheden. De groep spelers wordt omringd en ondersteund door professionele kunstenaars, medewerkers en vrijwilligers. Sinds 2011 heeft Tutti Fratelli een eigen huis in de Lange Gasthuisstraat te Antwerpen waar buiten de producties om activiteiten voor de "fratelli" worden georganiseerd. 
Vanaf de eerste productie zijn vader en zoon, Flor (accordeon) en Florejan (piano) Verschueren vaste muzikanten. Later is Florejan Verschueren benoemd tot muzikaal leider en staat hij in voor de arrangementen. Ook Steve Dujardin (tenor) is er al vanaf het begin bij en begeleidt de fratelli bij het zingen en Nienke Reehorst helpt de fratelli bij het bewegen. 
Tutti Fratelli wordt sinds 2008 onafgebroken ondersteund binnen het Kunstendecreet van de de Vlaamse Gemeenschap. In 2008 en 2009 ging het om projectbeurzen, sinds 2010 ontvangen ze structurele werkingssubsidies.
Verder ontvangt Tutti Fratelli ook lokale en provinciale subsidies van OCMW Antwerpen, Provincie Antwerpen, Stad Antwerpen en district Antwerpen. De organisatie draait voor een groot deel op vrijwilligers.

## Samenwerking
Sinds 2012 organiseert Tutti Fratelli jaarlijks in oktober een festival: Spiegels van de Ziel, waar kortere stukken met en van de "fratelli" te zien zijn, onder regie van Reinhilde Decleir. Er spelen ook andere kunstenaars en gezelschappen, bijvoorbeeld De Figuranten of Helmut Lotti. Het festival is bedoeld als een ontmoeting tussen zielsverwanten, medewerkers, professionele kunstenaars en niet-professionele kunstenaars.

## Producties
Tutti Fratelli brengt allerlei vormen van theater, telkens onder de regie van Reinhilde Decleir.
- Driestuiversopera (2008)
- Lysistrata (2009)
- Een Lied (2010)
- Het Temmen van de Feeks (2011)
- Operettedagdroom (2012) in samenwerking met Defilharmonie
- Diep in mijn hart (2013) tekst door Erik Vlaminck
- Café Bohème (2013) in samenwerking met WALPURGIS
- Ten Huwelijk (2014) tekst door Erik Vlaminck
- Ik kan alles denken wat ik wil (2015) voor het Enterfestival
- De Middelmatige Man (2015) tekst en co-regie door Tom Dupont
- Addio Amore (2014) "bewegende schets"  ondersteund door muziek en woord, met Nienke Reehorst als co-regisseur
- Driestuiversopera (2017) herneming naar aanleiding van het tienjarig bestaan van Tutti Fratelli

## Prijzen
- 2014: Burgerschapsprijs Stichting P&V
- januari 2015: Award Antwerpen Cultuurstad
- december 2015: Prijs van de gelijkheid
- mei 2016: Arkprijs van het Vrije Woord